# Eudyptula minor albosignata
Eudyptula minor albosignata o Eudyptula albosignata és el nom científic d'un ocell marí de la família dels esfeníscids (Spheniscidae) conegut en algunes llengües com "pingüí d'aletes blanques" (White-flippered Penguin en anglès, Manchot à ailerons blancs en francès) per les marques blanques que voregen la cara dorsal de les "aletes". Nia només a la Península de Banks i la petilla illa de Motunau, a prop de Christchurch, Nova Zelanda.

Considerat per alguns autors una subespècie del pingüí petit (Eudyptula minor), altres li donen categoria d'espècie.